# فرودگاه لیوژو بایلیان
فرودگاه لیوژو بایلیان (به انگلیسی: Liuzhou Bailian Airport) یک فرودگاه نظامی و همگانی با کد یاتا LZH است . این فرودگاه در کشور چین قرار دارد و در ارتفاع ۹۰ متری از سطح دریا واقع شده است.

## شرکت‌های هواپیمایی و مقصدهای پروازی
| شرکت‌های هواپیمایی      | مقصدهای پروازی |
| ---------------------- | --- |
| ایر چاینا              | پکن |
| Chengdu Airlines       | چنگدو شوانگلیو، کونمینگ چانگشوی، شنژن بن، زیامن گائوچی                                                                                      |
| هواپیمایی شرقی چین     | هایکو میلان، کونمینگ چانگشوی، کینگدائو لیوتینگ، سانیا فونیکس، شانگهای هونگچیائو، شانگهای پودنگ، ونچو یونگچیانگ، ووهان تیانهه، شی‌آن شیان‌یانگ |
| China Express Airlines | چنگچینگ ییانگبی، سانیا فونیکس، زوهای سانزاهو                                                                                                |
| هواپیمایی جنوبی چین    | بایون گوآنگجو |
| تیانجین ایرلاینز       | لانگ‌دونگ‌بائو گوئی‌یانگ، جییانگوشان |